# A Popularidade de Bee Gees
Az A Popularidade de Bee Gees című lemez a Bee Gees Brazíliában kiadott 2 LP-s (2CD-s) válogatáslemeze az együttes 1960-as és 1970-es években született dalaiból.

## Az album dalai
LP1 (CD1)
1. I Started a Joke (Barry, Robin és Maurice Gibb) – 3:08
2. To Love Somebody (Barry és Robin Gibb) – 3:04
3. Words (Barry, Robin és Maurice Gibb) – 3:18
4. Odessa (Barry, Robin és Maurice Gibb) – 7:34
5. Lonely Days (Barry, Robin és Maurice Gibb) – 3:43
6. How Can You Mend A Broken Heart (Barry és Robin Gibb) – 3:55
7. Israel (Barry Gibb) – 3:42
8. My World (Barry és Robin Gibb) – 4:00
9. Method To My Madness (Barry, Robin és Maurice Gibb) –  3:10
10. My Life Has Been a Song (Barry, Robin és Maurice Gibb) –  4:21
11. Elisa (Barry, Robin és Maurice Gibb) – 2:45

LP2 (CD2)
1. New York Mining Disaster 1941 (Barry és Robin Gibb) – 2:14
2. Massachusetts (Barry, Robin és Maurice Gibb) – 2:28
3. I've Got To Get A Message To You (Barry, Robin és Maurice Gibb) – 2:55
4. Tomorrow Tomorrow (Barry Gibb, Maurice Gibb) – 3:37
5. Don't Forget To Remember (Barry Gibb, Maurice Gibb) – 3:25
6. First Of May  (Barry, Robin és Maurice Gibb) – 2:46
7. I.O.I.O. (Barry Gibb, Maurice Gibb) – 2:44
8. Every Second, Every Minute (Barry Gibb) – 2:58
9. Trafalgar (Maurice Gibb) – 3:49
10. Run To Me  (Barry, Robin és Maurice Gibb) – 3:01
11. Saw a New Morning (Barry, Robin és Maurice Gibb) – 4:08
12. Alive (Barry és Maurice Gibb) – 4:01
13. Mr Natural (Barry és Robin Gibb) – 3:42

## Közreműködők
- Bee Gees